# The Front Page (film din 1931)
The Front Page este un film american de comedie din 1931, regizat de Lewis Milestone, cu Adolphe Menjou și Pat O'Brien în distribuție. Bazat pe o piesă de pe Broadway cu același nume, filmul a fost produs de Howard Hughes, scris de Bartlett Cormack și Charles Lederer și distribuit de United Artists. Din distribuție au mai făcut parte Mary Brian, George E. Stone, Matt Moore, Edward Everett Horton și Walter Catlett. La cea de-a 4-a ediție a premiilor Oscar, filmul a fost nominalizat pentru cel mai bun film, Milestone pentru cel mai bun regizor, și Menjou pentru cel mai bun actor.
În 2010, acest film a fost selectat pentru National Film Registry de către Biblioteca Congresului Statelor Unite ca fiind „cultural, istoric sau semnificativ din punct de vedere estetic”. Filmul este în domeniul public.

## Prezentare
Filmul are în rolurile principale un reporter, Hildebrand 'Hildy' Johnson (Pat O'Brien) și pe editorul său (Adolphe Menjou), care speră să obțină ceva avantaje de pe urma unei povești importante care implică un evadat acuzat de omor, Earl Williams (Stone) pe care îl ascund într-un birou în timp ce toți ceilalți încearcă să-l găsească.

## Distribuția
- Adolphe Menjou în rolul Walter Burns
- Pat O'Brien în rolul Hildebrand "Hildy" Johnson
- Mary Brian în rolul Peggy Grant
- Edward Everett Horton în rolul Roy V. Bensinger
- Walter Catlett în rolul Jimmy Murphy
- George E. Stone în rolul Earl Williams
- Mae Clarke în rolul Molly Malloy
- Slim Summerville în rolul Irving Pincus
- Matt Moore în rolul Ernie Kruger
- Frank McHugh în rolul "Mac" McCue
- Clarence Wilson în rolul șerifului Peter B. "Pinky" Hartman
- Fred Howard în rolul Schwartz
- Phil Tead în rolul Wilson
- Eugene Strong în rolul Endicott
- Spencer Charters în rolul Woodenshoes
- Maurice Black în rolul Diamond Louie
- Effie Ellsler în rolul doamnei Grant
- Dorothea Wolbert în rolul Jenny
- James Gordon în rolul primarului Fred
- Francis Ford în rolul Carl - un detectiv